# Inklinometer
Et inklinometer er et måleinstrument, der benyttes til at måle hældningen af noget i forhold til tyngdekraften. Andre betegnelser er klinometer (ofte brugt betegnelse i skibsfarten) eller blot hældningsmåler. Hældningen måles oftest i grader fra vandret.
| Artikelstump | Spire Denne artikel om måleinstrumenter er en spire som bør udbygges. Du er velkommen til at hjælpe Wikipedia ved at udvide den. |